# Rolling Stone (Italia)
Rolling Stone Italia es la edición destinada para aquel país, de la revista estadounidense de música. Abarca contenidos locales, los cuales son complementados con traducciones de los reportajes publicados en la edición de Estados Unidos.

## Historia
La edición italiana de Rolling Stone nació en noviembre de 2003 al alero de la empresa IXO Publishing. Tras el fracaso de dicha editorial (que también publicaba la edición francesa), la revista fue objeto de deseo para varias casas editoras, sin embargo mantiene su carácter independiente gracias a Editrice Quadrantum, su actual editorial.
Rolling Stone Italia nace con las mismas características que posee hasta ahora: una revista de gran formato, mensual (a pesar de que en Estados Unidos aparece quincenalmente), dedica amplios espacios al recuerdo o a la celebración de leyendas del rock (publicando traducciones de entrevistas o reportajes de la edición estadounidense), y también entrega páginas a los nuevos talentos musicales, tanto italianos como internacionales.
La revista también ha publicado algunos de los especiales históricos de Rolling Stone Estados Unidos: Los 50 momentos más importantes de la historia del rock & roll, Los 500 mejores álbumes de todos los tiempos y el especial conmemorativo de la milésima edición de Rolling Stone Estados Unidos.
Desde septiembre de 2006 la revista era dirigida por Michele Lupi y Carlo Antonelli; en la actualidad es dirigida solo por Antonelli.
El sitio de Rolling Stone Italia hasta septiembre de 2007 no mostraba ningún contenido multimedia. En dicho mes se inauguró el nuevo sitio, más atractivo y con más contenidos.